# Sébastien Foucras
Sébastien Edmond Foucras (Montreuil-sous-Bois, 4 de enero de 1972) es un deportista francés que compitió en esquí acrobático, especialista en la prueba salto aéreo.
Participó en dos Juegos Olímpicos de Invierno, en los años 1994 y 1998, obteniendo una medalla de plata en Nagano 1998, en el salto aéreo.
Ganó una medalla de bronce en el Campeonato Mundial de Esquí Acrobático de 1995.

## Medallero internacional
| Juegos Olímpicos   | Juegos Olímpicos    | Juegos Olímpicos  | Juegos Olímpicos |
| Año                | Lugar               | Medalla           | Competición      |
| ------------------ | ------------------- | ----------------- | ---------------- |
| 1998               | Nagano (Japón)      | Medalla de plata  | Salto aéreo      |
| Campeonato Mundial |                     |                   |                  |
| Año                | Lugar               | Medalla           | Competición      |
| 1995               | La Clusaz (Francia) | Medalla de bronce | Salto aéreo      |